# Tsogt-Ochiryn Namuuntsetseg
Tsogt-Ochiryn Namuuntsetseg (Ölziit, 31 marzo 1996) è una lottatrice mongola, specializzata nella lotta libera.

## Palmarès
- Campionati asiatici

Ulaanbaatar 2022: argento nei 50 kg.